# Kapital Bank Arena
Kapital Bank Arena – stadion piłkarski w Sumgaicie, w Azerbejdżanie. Został otwarty 21 września 2013 roku. Może pomieścić 3000 widzów. Swoje spotkania rozgrywają na nim piłkarze klubu Sumqayıt FK.
Obiekt został wybudowany w latach 2011–2013 i uroczyście otwarty 21 września 2013 roku przy udziale ówczesnego prezydenta UEFA, Michela Platiniego. Stadion posiada jedną, zadaszoną trybunę ciągnącą się wzdłuż boiska, po stronie wschodniej. Obiekt powstał niedaleko stadionu im. Mehdiego Hüseynzadə, na którym dotąd występowali piłkarze Sumqayıt FK. W latach 2019–2020 stary stadion został rozebrany, by zrobić miejsce pod budowę nowego stadionu piłkarskiego, który docelowo ma być głównym obiektem klubu Sumgait PFK.
27 sierpnia 2014 roku została podpisana umowa sponsorska, w związku z którą stadion przemianowano na „Kapital Bank Arena”.